# Spirifer
Spirifer es un género extinto de braquiópodos marinos de la familia Spiriferidae. Fue descrito por James Sowerby en 1818.

## Especies
- Spirifer acutiplicatus Hayasaka, 1933
- Spirifer bambadhurensis Diener, 1903
- Spirifer baschkirica Tschernyschew, 1902
- Spirifer battu Gemmellaro, 1899
- Spirifer byrangi Chernyak, 1963
- Spirifer carnicus Schellwien, 1892
- Spirifer concentricus Lee y Su, 1980
- Spirifer distefanii Gemmellaro, 1899
- Spirifer dvinaensis Licharew, 1927
- Spirifer enderlei Tschernyschew, 1902
- Spirifer engelgardthi Chernyak, 1963
- Spirifer fritschi Schellwien, 1892
- Spirifer holodnensis Chernyak, 1963
- Spirifer lirellus Cvancara, 1958
- Spirifer malistanensis Plodowski, 1968
- Spirifer muensteri Suess, 1854
- Spirifer opimus Hall, 1858
- Spirifer pentagonoides Plodowski, 1968
- Spirifer pentlandi d'Orbigny, 1842
- Spirifer perlamellosus Hall, 1857
- Spirifer piassinaensis Chernyak, 1963
- Spirifer postventricosus Tschernyschew, 1902
- Spirifer pseudotasmaniensis Einor, 1939
- Spirifer rakuszi Einor, 1946
- Spirifer rockymontanus Marcou, 1858
- Spirifer schellwieni Tschernyschew, 1902
- Spirifer siculus Gemmellaro, 1899
- Spirifer spitiensis Stoliczka, 1865
- Spirifer strangwaysi De Verneuil, 1845
- Spirifer striatus Martin, 1809
- Spirifer subgrandiformis Plodowski, 1968
- Spirifer subtrigonalis Gemmellaro, 1899
- Spirifer supracarbonicus Tschernyschew, 1902
- Spirifer supramosquensis Nikitin, 1890
- Spirifer tareiaensis Einor, 1939
- Spirifer tegulatus Trautschold, 1876
- Spirifer undata Reed, 1944
- Spirifer uralicus Tschernyschew, 1902
- Spirifer zitteli Schellwien, 1892